# USS Trutta (SS-421)
USS Trutta (SS-421) là một  tàu ngầm lớp Tench được Hải quân Hoa Kỳ chế tạo vào giai đoạn cuối Chiến tranh Thế giới thứ hai. Nó là chiếc tàu chiến duy nhất của Hải quân Hoa Kỳ được đặt cái tên này, theo tên cá hồi nâu. Nhập biên chế năm 1944, nó đã phục vụ trong giai đoạn sau cùng của Thế Chiến II, chỉ kịp hoàn tất được hai chuyến tuần tra và tiêu diệt vài mục tiêu nhỏ trước khi cuộc xung đột chấm dứt. Con tàu xuất biên chế cho đến năm 1951, rồi được nâng cấp trong khuôn khổ Dự án GUPPY IIA, và đã phục vụ trong giai đoạn Chiến tranh Lạnh cho đến năm 1972. Trutta được chuyển giao cho Thổ Nhĩ Kỳ và tiếp tục phục vụ cùng Hải quân Thổ Nhĩ Kỳ như là chiếc TCG Cerbe (S 340) cho đến năm 1999, và sau đó có thể đã bị tháo dỡ. Trutta được tặng thưởng hai Ngôi sao Chiến trận do thành tích phục vụ trong Thế Chiến II.

## Thiết kế và chế tạo

### Thiết kế
Lớp tàu ngầm Tench là sự cải tiến tiếp theo của các lớp tàu ngầm hạm đội   Balao và   Gato, vốn đã chứng minh thành công trong hoạt động chống Nhật Bản tại Mặt trận Thái Bình Dương. Lớp tàu này, tích lũy những kinh nghiệm trong giai đoạn đầu của cuộc xung đột, là lớp tàu ngầm cuối cùng được Hải quân Hoa Kỳ chế tạo trong chiến tranh.
Những chiếc lớp Tench có chiều dài 311 ft 9 in (95,02 m), mạn tàu rộng 27 ft 4 in (8,33 m) và mớn nước tối đa 17 ft (5,2 m), có trọng lượng choán nước 1.570 tấn Anh (1.600 t) khi nổi và 2.414 tấn Anh (2.453 t) khi lặn. Chúng trang bị bốn động cơ diesel Fairbanks-Morse 38D8-⅛ 10-xy lanh chuyển động đối xứng, dẫn động máy phát điện để cung cấp điện năng cho hai động cơ điện, đạt được công suất 5.400 shp (4.000 kW) cho phép di chuyển với tốc độ tối đa 20,25 hải lý trên giờ (37,50 km/h) khi nổi. Khi hoạt động ngầm dưới nước, chúng được cung cấp điện từ hai dàn ắc-quy Sargo 126-cell để vận hành hai động cơ điện General Electric lõi kép tốc độ chậm, có công suất 2.740 shp (2.040 kW) và đạt tốc độ tối đa 8,75 kn (16,21 km/h). Tầm xa hoạt động là 16.000 hải lý (30.000 km) khi đi trên mặt nước ở tốc độ 10 kn (19 km/h) và có thể hoạt động kéo dài đến 75 ngày; tuy nhiên khả năng hoạt động ngầm bị giới hạn bởi dung lượng điện ắc-quy, sẽ cạn trong 48 giờ khi di chuyển với tốc độ 2 kn (3,7 km/h). Chiếc tàu ngầm mang theo tiếp liệu đủ cho mười sĩ quan và 71 thủy thủ trong 75 ngày.
Lớp Tench được trang bị mười ống phóng ngư lôi 21 in (530 mm), gồm sáu ống trước mũi và bốn ống phía đuôi tàu, và mang theo tổng cộng 28 quả ngư lôi. Vũ khí trên boong tàu gồm một hải pháo 5 inch/25 caliber, một khẩu pháo phòng không Bofors 40 mm nòng đơn và một khẩu đội Oerlikon 20 mm nòng đôi, kèm theo hai súng máy .50 caliber.

### Chế tạo
Con tàu thoạt tiên được đặt tên Tomtate, theo tên nhiều loài thuộc họ Cá sạo; nhưng sau đó được đổi tên thành Trutta, theo tên loài cá hồi nâu, vào ngày 24 tháng 9, 1942. Nó được đặt hàng vào ngày 22 tháng 2, 1943 và được đặt lườn tại Xưởng hải quân Portsmouth ở  Kittery, Maine vào ngày 22 tháng 5, 1944. Nó được hạ thủy vào ngày 18 tháng 8, 1944, được đỡ đầu bởi bà Edward C. Magdeburger, và được cho nhập biên chế cùng Hải quân Hoa Kỳ vào ngày 16 tháng 11, 1944 dưới quyền chỉ huy của Hạm trưởng, Trung tá Hải quân Arthur C. Smith.

## Lịch sử hoạt động

### Thế Chiến II
Sau khi hoàn tất việc chạy thử máy và huấn luyện, Trutta khởi hành từ Căn cứ Tàu ngầm Hải quân tại New London, Connecticut vào ngày 18 tháng 1, 1945 và băng qua kênh đào Panama để đi sang khu vực Thái Bình Dương. Nó đi đến Trân Châu Cảng vào ngày 25 tháng 2, và tiếp tục được huấn luyện tại vùng biển quần đảo Hawaii.

#### Chuyến tuần tra thứ nhất
Trutta xuất phát từ Oahu vào ngày 19 tháng 3 cho chuyến tuần tra đầu tiên trong chiến tranh, hoạt động phối hợp cùng các tàu ngầm Parche (SS-384) và Lionfish (SS-298) trong thành phần một bầy sói, dưới sự chỉ huy chung của Trung tá Smith, hạm trưởng của Trutta. Sau khi ghé đến Saipan để tiếp thêm nhiên liệu vào ngày 30 tháng 3, đang khi rời Tanapag Harbor để tiếp tục hành trình, chiếc tàu ngầm vướng phải một dây cáp nối liền với một thùng dầu trên luồng ra vào cảng. Nó buộc phải quay trở lại Saipan để sửa chữa chân vịt trước khi xuất phát trở lại vào ngày 3 tháng 4.
Vào ngày 7 tháng 4, Trutta đổi hướng để cố gắng đánh chặn một lực lượng Hải quân Nhật Bản đã băng qua eo biển Bungo vào chiều tối hôm trước. Lực lượng đối phương, do thiết giáp hạm lớn nhất thế giới Yamato dẫn đầu, có thể ngăn cản cuộc đổ bộ lên Okinawa về phía Nam. Cho dù đã di chuyển hết tốc độ có thể, Trutta không thể ngăn chặn được Yamato và các tàu tháp tùng, do đối phương đã đổi hướng. Dù sao lực lượng Nhật Bản đã không thể đến được Okinawa, khi máy bay xuất phát từ tàu sân bay thuộc Lực lượng Đặc nhiệm 58 dưới quyền Phó đô đốc Marc Mitscher đã đánh chìm Yamato, tàu tuần dương hạng nhẹ Yahagi và tàu khu trục Hamakaze, cùng gây hư hại nặng cho ba tàu khu trục khác.
Sau khi nhận được tin tức, Trutta chuyển hướng xuống phía Nam vào ngày 9 tháng 4, băng ngang qua khu vực quần đảo Ryūkyū để đi đến khu vực tuần tra được chỉ định trong biển Hoa Đông vào xế trưa ngày 11 tháng 4. Nó bắt đầu hoạt động dọc theo tuyến hàng hải Thượng Hải-Saishū (nay là đảo Jeju). Đang khi truy đuổi một lực lượng chống tàu ngầm  bao gồm ba tàu khu trục Nhật Bản vào ngày 13 tháng 4, nó lọt vào một bãi thủy lôi không được đánh dấu trên bản đồ, nhưng chiếc tàu ngầm đã kịp thời đổi hướng và tách ra xa.
Trong lúc tuần tra tại lối ra vào vịnh Daito, Hwanghae, dọc bờ biển phía Tây của bán đảo Triều Tiên vào ngày 18 tháng 4, Trutta đã đánh chìm một tàu chở hàng nhỏ bằng hải pháo và gây hư hại cho một chiếc khác. Đến ngày 22 tháng 4, dọc bờ biển Trung Quốc, một thủy phi cơ đối phương đã ném hai quả bom nhỏ suýt trúng chiếc tàu ngầm trong lúc nó lặn xuống ẩn nấp. Sau nữa đêm ba ngày sau đó, trong khi tuần tra trong Hoàng Hải về phía Tây đảo Saishū, trinh sát viên trên cầu tàu phát hiện một quả ngư lôi băng qua phía đuôi tàu. Khi nó tăng tốc và cơ động né tránh, một quả ngư lôi khác băng qua bên mạn trái từ đuôi đến mũi tàu, chứng tỏ một tàu ngầm đối phương cùng đang hoạt động trong khu vực. Trutta không tìm thấy dấu hiệu nào khác của tàu đối phương, và tiếp tục tuần tra cho đến ngày 26 tháng 4, khi nó lên đường quay trở về Guam.
Đang khi băng qua giữa các đảo Akusekijima và Takarajima về phía Bắc quần đảo Ryūkyū vào cuối ngày 27 tháng 4, Trutta bị một máy bay trinh sát Nhật Bản phát hiện. Đến sáng ngày hôm sau, hai máy bay ném bom Mitsubishi G4M Nhật Bản truy lùng nó trên không trong khi chiếc tàu ngầm bắt đầu cạn không khí và điện năng trong ắc-quy. Một bức điện cầu cứu được gửi đến Lực lượng Đặc nhiệm 58, và chỉ một giờ sau đó mười máy bay tiêm kích xuất phát từ Okinawa đã bay đến đánh đuổi đối phương hỗ trợ cho chiếc tàu ngầm. Trutta được hỗ trợ trên không cho đến khi nó nạp xong điện và không khí, rồi di chuyển độc lập về hướng quần đảo Mariana, đi đến Guam vào ngày 4 tháng 5.

#### Chuyến tuần tra thứ hai
Sau khi được tái trang bị và thamgia tập trận cùng thiết giáp hạm South Dakota (BB-57), Trutta cùng với tàu ngầm Queenfish (SS-393) khởi hành vào ngày 2 tháng 6 cho chuyến tuần tra thứ hai. Nó trải qua một cơn bão trên đường đi trước khi đi đến trạm tìm kiếm và giải cứu được chỉ định vào ngày 7 tháng 6. Trong chiến dịch không kích xuống Kobe, chiếc tàu ngầm đã giải cứu được một phi công không lực vốn đã trôi nổi trên bè cứu sinh trong suốt một tuần, và lại phải chịu đựng thêm một cơn bão nữa.
Sau đó Trutta chuyển sang trạm tìm kiếm và giải cứu về phía Nam đảo Kyūshū, tuần tra ngoài khơi eo biển Bungo, đồng thời tiến hành trinh sát hình ảnh đảo Minami Tori-shima, tiếp cận chỉ cách hòn đảo 1 mi (1,6 km). Đến ngày 21 tháng 6, nó rời khu vực eo biển Bungo để tham gia đội phối hợp chiến thuật (bầy sói) "Street's Sweepers", cùng nhau tuần tra tại khu vực Hoàng Hải và biển Hoa Đông. Trutta đã hoạt động về phía Tây eo biển Tsushima, nả đạn pháo 5-inch nghi binh xuống đảo Hiradojima, rồi di chuyển sang phía Tây để hoạt động dọc bờ biển Tây Nam bán đảo Triều Tiên. Tại đây vào ngày 1 tháng 7, trong cuộc đối đầu kéo dài bốn giờ, nó dùng hải pháo phá hủy bảy thuyền buồm ba và bốn cột buồm, nhưng phóng thích toàn bộ thủy thủ đoàn trên những bè cứu sinh.
Đến ngày 6 tháng 7, tại lối ra vào phía Nam của vịnh Daito, Hwanghae, Trutta lại dùng hải pháo 5-inch đánh chìm một tàu kéo và hia thuyền buồm, cùng gây hư hại cho một thuyền buồm thứ ba. Chiếc tàu ngầm tiếp tục tuần tra dọc bờ biển bán đảo Triều Tiên cho đến xế trưa ngày 12 tháng 7, khi nó rời khu vực tuần tra để hướng về quần đảo Mariana, về đến Guam vào ngày 18 tháng 7.

#### Chuyến tuần tra thứ ba
Sau khi được tái trang bị cặp bên mạn tàu tiếp liệu tàu ngầm Fulton (AS-11), Trutta xuất phát từ Guam cho chuyến tuần tra thứ ba vào ngày 12 tháng 8. Chiếc tàu ngầm vẫn còn đang trên đường đi khi cuộc xung đột chấm dứt do Nhật Bản chấp nhận đầu hàng vào ngày 15 tháng 8. Nó quay trở lại theo hướng Đông Nam, đi đến Midway vào ngày 24 tháng 8, rồi tiếp tục hành trình hai ngày sau đó để quay trở về Hoa Kỳ. Đi ngang qua Trân Châu Cảng, kênh đào Panama, New Orleans cùng nhiều cảng khác trong vùng vịnh Mexico và bờ Tây, nó về đến New London vào đầu tháng 1, 1946. Con tàu trình diện cùng Đệ Lục hạm đội để chuẩn bị ngừng hoạt động, rồi được cho xuất biên chế vào tháng 3, 1946.

## Phần thưởng
Trutta được tặng thưởng hai Ngôi sao Chiến trận do thành tích phục vụ trong Thế Chiến II.
|                           |  |  |
| Bronze star · Bronze star |  |  |

| Dãi băng Hoạt động Tác chiến                                            | Dãi băng Hoạt động Tác chiến         | Huân chương Chiến dịch Hoa Kỳ        | Huân chương Chiến dịch Hoa Kỳ         |
| Huân chương Chiến dịch Châu Á-Thái Bình Dương với 2 Ngôi sao Chiến trận | Huân chương Chiến thắng Thế Chiến II | Huân chương Chiến thắng Thế Chiến II | Huân chương Phục vụ Phòng vệ Quốc gia |